# 一木千洋
一木千洋（1989年4月16日—），日本女性配音員。出身於靜岡縣。身高161cm。B型血。

## 人物簡介
青二Production準所屬。學習院大學、青二塾東京校32期畢業。
曾是動畫歌曲聲優組合「Trefle」的一員，於2013年4月在文化放送的網路電台超！A&G+放送的節目《A&G Girls Project Trefle》中組成，至2016年11月活動終了而解散。
興趣有舞台鑑賞、歌舞伎鑑賞、海外影集鑑賞、讀書。

## 演出作品
聲優組合Trefle的活動請參照「Trefle」。
※粗體字表示說明飾演的主要角色。斜體字表示說明飾演至今的作品系列。

### 電視動畫
2012年
- 探險托里蘭托（狄安娜）

2013年
- 丸少爺（女高中生）
- 聖鬥士星矢Ω（小孩）
- 探險托里蘭托 -千年真寶-（キノピー、親、黃金）
- 心跳！光之美少女（八嶋、男孩子、實行委員）
- ONE PIECE（2013～2019，小孩、女兒、妖精、鏡、夏洛特·娜茲梅格）

2014年
- 相撲力士!! 松太郎（日语：のたり松太郎）（（女性）
- 我，要成為雙馬尾（明日香母親、女學生B、女學生）
- 鋼彈創戰者TRY（女學生）
- （坊）
- 境界觸發者（2014～2015，女子、月見蓮、日浦茜）

2015年
- 血界戰線（同級生）
- 電波教師（學生A）
- 七龍珠超（市民、妖精）
- 監獄学園（女子2、女子B、女子E、女子選手A、女子J）
- 遊☆戲☆王ARC-V（弗蘭克）
- ONE PIECE 薩波特別篇 ～3兄弟的羈絆 奇跡的再會和被繼承的意志～

2016年
- （子）
- 她與她的貓 -Everything Flows-（記者）
- DAYS（五人足球女子）
- 神聖之門（拉莫洛克[6]、赤音〈幼少時期〉）
- 美少女戰士Crystal 死亡變種篇（客、女學生）

2017年
- BORUTO -火影新世代- NARUTO NEXT GENERATIONS-（2017～，雷門電氣[7]、女）
- 遊☆戲☆王VRAINS（2017～2019，早見）

2019年
- 鬼太郎 (第6作)（木之子[8]）
- KING OF PRISM -Shiny Seven Stars-（日语：KING OF PRISM -Shiny Seven Stars-）（鷹梁舷[9]）

### 電影動畫
2013年
- 劇場版 DokiDoki！光之美少女：小愛结婚了!!?連結未來的希望禮服（八嶋）
- 七龍珠Z：神與神

### 網路動畫
2015年
- 美少女戰士Crystal（社員）

### 遊戲
2010年
- 人中之龍4 傳說的繼承者（坐檯小姐）

2011年
- 少女☆射擊

2013年
- SEGA創造球會（秘書）[注 1]
- 鎖鏈戰記（城市裡的傾奇者希羅奇）
- 討鬼傳（乙姬）[注 1]
- Muv-Luv Alternative Total Eclipse

2014年
- 神明與命運覺醒的交叉論題（日语：神様と運命覚醒のクロステーゼ）（不知火惠理[10]）
- 影牢 ～影牢闇影公主～（日语：影牢 〜ダークサイド プリンセス〜）（莉莉亞[11]）
- 羈絆傳奇（日语：テイルズ オブ リンク）（美加納）
- 魔都紅色幽擊隊（日语：魔都紅色幽撃隊）（夏服少女）
- 機械少女Z ONLINE（一角鬼）

2015年
- -{オトカ♥ドール（日语：オトカドール）（魔女子[12]）
- 動物朋友（綿羊、倉鴞、甘地）
- 七大罪 真實的冤罪（謎之少女）
- 社團少女熱鬥（御浦知帆[13]）
- MÚSECA}-
- 機械少女Z ONLINE（[14]）

2016年
- 放學後少女聚落（五月雨奏[15]）

2017年
- 天華百劍 -斬-（鉋切長光[16]）

2019年
- 式姬幽界之門 -朧-（[17]）

### 外語配音

#### 電視影集
| 作品年份 | 作品名稱     | 配演角色 | 演員 | 媒介                |
| -------- | ------------ | -------- | ---- | ------------------- |
| 2013     | 格林 (第3季) | －       | －   | Super！drama TV頻道 |

### 廣播節目
- 智一、美樹的RADIO BIGBANG（日语：智一・美樹のラジオビッグバン）（文化放送：2010年12月12日－2011年10月2日，第10期BGP、節目助理）
- 青山二丁目劇場（日语：青山二丁目劇場）（文化放送）
  - 「傘虹」（世良汐里，2012年6月4日）
  - 「卒業」（千夏，2012年11月19日）
  - （村莊女孩A，2013年1月7日）
- 神田朱未的我喜歡的東西。（日语：神田朱未のわたしのすきなこと。）（FM愛知（日语：エフエム愛知）：2012年6月17日、2013年2月10日&2月17日）
- （音泉：2012年12月24日－2013年3月11日，節目助理）[18]
- （音泉：2013年4月8日－7月1日）
- 大家的作文（日语：みんなの作文）（日本放送：2013年1月3日、1月10日）
- A&G Girls Project Trefle（日语：A&G Girls Project Trefle）（超！A&G+：2013年4月6日－2015年7月4日）
- 山里亮太的不毛議論（日语：山里亮太の不毛な議論）（TBS廣播：2013年8月28日）
- CV ～CASTING VOICE～電台（fun電台（日语：funラジオ）：2014年3月20日－9月25日）
- 津田美波與一木千洋的打擾了！（fun電台：2014年9月2日－2015年3月27日）

### 旁白
- Anison PLUS（日语：アニソンぷらす）（2011年4月，東京電視台）
- 鎖鏈戰記 廣告（2013年9月，Sega）

### 電視節目
- R的法則（2012年10月8日，NHK）
- Daily市川（J:COM市川（日语：ジェイコム市川），中繼報導）
- Animemashite（日语：アニメマシテ）（2015年12月1日，東京電視台）

### 網路線上
- 神室町TV（2009年11月6日－2010年9月20日，Sega）
- Fami通LIVE（第3代玩咖天使，2013年2月6日－2014年3月26日，niconico直播）
- 討鬼傳 宣傳動畫（男孩子，2013年6月26日，Koei Tecmo Games）
- 月刊Fami通feat.（第3代玩咖天使，2014年5月30日－，niconico直播）
- 週刊速報（2017年7月7日－2019年4月25日，SHOWROOM）

## 腳註

## 外部連結
- 青二Production公式官網的聲優簡介 （页面存档备份，存于） （日語）
- （日語）－一木千洋的官方個人部落格。
- 一木千洋的X（前Twitter） （日語）
- 一木千洋的Instagram帳戶 （日語）
- （日語）